# Montfa (Ariège)
Montfa település Franciaországban, Ariège megyében. Lakosainak száma 94 fő (2022. január 1.). Montfa Camarade, Campagne-sur-Arize, Le Mas-d’Azil és Montbrun-Bocage községekkel határos.

## Népesség
A település népességének változása:
| Lakosok száma | 66   | 64   | 62   | 77   | 77   | 80   | 82   | 81   | 85   | 94   |
|               | 1968 | 1982 | 1990 | 2006 | 2013 | 2015 | 2017 | 2019 | 2020 | 2022 |